# عبد الله الرضا بن موسى الجون
عبد الله الرضا بن موسى الجون، أحد أعلام القرن الثالث الهِجري.

## نسبه
هو عبد الله بن موسى بن عبد الله بن الحسن بن الحسن بن علي بن أبي طالب بن عبد المطلب بن هاشم بن عبد مناف بن قصي بن كلاب بن مرة بن كعب بن لؤي بن غالب بن فهر بن مالك بن قريش بن كنانة بن خزيمة بن مدركة بن إلياس بن مضر بن نزار بن معد بن عدنان.

## مولده ونشأته
ولِد سنة بضع وخمسين بعد المائة بالبصرة زمن استتار والده بها لذلك عرف باسم عبد الله البصري ، وَرَد المدينة حيث نزل في نواحيها بأرض السّويقة التي عَمّرَها والِدُه وتوارى بها، فَعُرِف بعبد الله السّويقي قاله البيهقي وهو أول من نُسِب إليها. وفي ذلك خِلاف حول نِسْبتها إليها.
أمه سلمة بنت محمّد بن طلحة بن عبدالله بن  عبد الرحمن بن أبي بكر الصّديق التيمية القرشية.

## قالوا فيه
قال الصّفدي: كان سيّداً مشهوراً بالجود، ممدوحاً معّمراً .وقال ابن شدقم في تحفته: فيما جاء عن السيد تاج الدّين في هداية الطّالب بسنده إليه: كان صالحاً عابداً ورعاً زاهداً عالماً عاملاً فاضلاً كاملاً فصيحاً بليغاً أديباً شاعراً. و قال البيهقي في اللباب: كان عبد الله فاضلاً ناسكاً يرى الأمر بالمعروف والنهي عن المنكر لازماً.
وكان عبد الله يقول شيئاً من الشّعر، ومن لطيف شِعْره:
إني لمرتاد جوادي وقــاذف ,,,,, به وبنفسي العام إحدى المقاذف
مخافة دنيا رثة أن تميـــلني ,,,, كما مال فيها الهالك المتجانف
فيا رب إن حانت وفاتي فلا تكن ,,,,,,,,على شرجعٍ يعلى بخضر المطارف).
وكان واحداً من جملة المعدودين ممن له فضيلة السّبق في منابذة الظالمين والامتناع من بيعتهم وترك متابعتهـم. فهـو من أئمة أهل البيت وأحـد من يصلح للإمامة.
وعدّه صاحبَي الشافي والمصابيح من الأئمة الزّيدية ووصفه البيهقي بقوله عبد الله السُويْفي العالم الزاهد إمام من الزّيدية.
وهو الذي عيّن عليه المأمون فكتب إليه بعد وفاة الإمام عليّ بن موسى الرضا يدعوه إلى الظهور ليجعله مكانه ويبايع له. واعتدّ عليه بعفوه ممن عفا من أهله، فأبى واعتزل، ثم خرج متخفياً على وجهه هارباً إلى البادية. فدُعي للإمامة من بين أئمة آل محمد فأبى فكان عبد الله بن موسى خائفاً مطلوباً لا يلقاه أحد.
قال الزبيري: عبد الله بن موسى المتغيب اليوم بالمدينة.

## روايته للحديث
روى عن أبيه موسى الجَوْن وروايته عنه كثيرة عن جَدّه، وروى عنه أبناؤه محمّد بن عبد الله، وأحمد بن عبد الله، وموسى بن عبد الله، وإدريس بن يحيى بن عبد الله بن الحَسَن، وزيد بن الحَسَن العلوي، وإسماعيل بن يعقوب، ومحمّد بن منصور المرادي.
وأخرج له الطبراني في الأوسط والصغير والدارقطني وابن كثير في جامع المسانيد والسنن وابن عبد البر في أسد الغابة وأبي نعيم في معرفة الصحابة وابن الجوزي في التحقيق.
وذكره صاحب تهذيب الكمال في عدة مواضع وروى عنه أكثر من خبر، وذكره ابن حجر في التهذيب في ترجمة زيد بن الحسن العلوي.
أقول: عبد الله بن موسى: من تبع الأتباع، شيْخ صالح جليل من ثقات أهل البيت وعلمائهم، وهو من العاشرة على تقسيم ابن حجر في تقريبه.
روى الدارقطني في السّنن قال: حدَّثَنَا أَبُو إِسْحَاقَ إِبْرَاهِيمُ بْنُ حَمَّادِ بْنِ إِسْحَاقَ حَدَّثَنِي أَخِي مُحَمَّدُ بْنُ حَمَّادِ بْنِ إِسْحَاقَ حَدَّثَنَا سُلَيْمَانُ بْنُ عَبْدِ الْعَزِيزِ بْنِ أَبِى ثَابِتٍ حَدَّثَنَا عَبْدُ اللَّهِ بْنُ مُوسَى بْنِ عَبْدِ اللَّهِ بْنِ حَسَنٍ عَنْ أَبِيهِ عَنْ جَدِّهِ عَبْدِ اللَّهِ بْنِ الْحَسَنِ بْنِ الْحَسَنِ عَنْ أَبِيهِ عَنِ الْحَسَنِ بْنِ عَلِيٍّ عَنْ عَلِيّ بْنِ أَبِى طَالِبٍ رَضِيَ اللَّهُ عَنْهُ قَالَ: كَانَ النَّبِىُّ يَقْرَأُ بِسْمِ اللَّهِ الرَّحْمَنِ الرَّحِيمِ فِي صَلاَتِهِ.
ذَكَرَ أَبُو بَكْرِ بْنُ أَبِي شَيْبَةَ الْمَدَنِيُّ، عَنْ عَبْدِ اللهِ بْنِ مُوسَى الْعَلَوِيِّ، عَنْ عَبْدِاللهِ ابْنِ مُسْلِمِ بْنِ يَسَارٍ، عَنْ أَبِيهِ، عَنْ جَدِّهِ، قَالَ: خَرَجْتُ مَعَ مَوْلايَ فَضَالَةَ بْنِ هِلالٍ فِي حَجَّةِ الْوَدَاعِ، فَسَمِعْتُ النَّبِيَّ صَلَّى اللَّهُ عَلَيْهِ وَسَلَّمَ يَقُولُ: " الصَّلاةَ الصَّلاةَ، اللهَ اللهَ فِي النِّسَاءِ.
وروى الطّحاوي في مشكل الآثار: حَدَّثَنَا أَحْمَدُ بْنُ سَهْلٍ الرَّازِيّ حَدَّثَنَا أَبُو عَبْدِ اللَّهِ حَدَّثَنَا مُوسَى بْنُ عَبْدِ اللَّهِ بْنِ مُوسَى بْنِ عَبْدِ اللَّهِ بْنِ الْحَسَنِ بْنِ الْحَسَنِ بْنِ عَلِيِّ بْنِ أَبِي طَالِبٍ حَدَّثَنِي أَبِي عَبْدُ اللَّهِ بْنُ مُوسَى حَدَّثَنِي أَبِي مُوسَى بْنُ عَبْدِ اللَّهِ عَنْ أَبِيهِ عَبْدِ اللَّهِ بْنِ الْحَسَنِ قَالَ دَخَلْت أَنَا وَابْنُ شِهَابٍ الزُّهْرِيُّ عَلَى عَبْدِ الْمَلِكِ ابْنِ مَرْوَانَ فَسَأَلَهُ عَنْ سِنِّ فَاطِمَةَ فَبَدَرَنِي ابْنُ شِهَابٍ بِالْجَوَابِ عَنْ ذَلِكَ فَقَلْتُ لَهُ سَلْ هَذَا عَنْ أُمِّهِ وَسَلْنِي عَنْ أُمِّي، ثُمَّ قُلْت لَهُ كَانَ سِنُّهَا يَعْنِي الَّذِي مَاتَتْ عَلَيْهِ خَمْسًا وَعِشْرِينَ سَنَةً ثُمَّ تَأَمَّلْنَا الْوَقْتَ الَّذِي كَانَتْ فِيهِ وَفَاتُهَا أَيَّ وَقْتٍ كَانَ مِنْ الزَّمَانِ.
وروى الطبراني في المعجم الأوسط والصغير قال: حدثنا علي بن محمّد بن إبراهيم ابن محمّد بن عمر بن علي بن أبي طالب بالكوفة، حدثنا موسى بن عبد الله بن موسى بن عبد الله بن الحَسَن بن علي بن أبي طالب، حدثني أبي عبد الله بن موسى، عن أبيه موسى، عن أبيه عبد الله بن الحَسَن، عن أبيه الحَسَن بن علي بن أبي طالب أجمعين قال: قال رسول الله صلى الله عليه وآله وسلم: " إحفظوني في العباس؛ فإنه بقية آبائي.

## زوجاته وأبناؤه
- أُمامة بنت طلحة ( أنجبت له موسى الثاني و سليمان و صالح )
- خليدة بنت زهير بن زمعة ( انجبت له يحيى السويقي)
- عائشة بنت عبد الله بن حميد بن سهيل بن حنظلة ( انجبت له أحمد المسور )

أبناؤه: موسى الثاني، أحمد الأحمدي ويقال له: المسور، ويحيى السويقي الفقيه، وصالح وسليمان.
وفي سلالته حكام الأردن والحجاز وحكام المخلاف السليماني في مكة المكرمة والمدينة المنورة وينبع والطائف والليث والمخلاف السليماني ومازال إلى يومنا هذا تعيش بعض القبائل و الأسر الحجازية من السليمانيين والموسويين التي تنتمي اليه مثل:المعافا و ال الأمير و المهاديه و ال مسلم و الجواهره و الهضام و الذروي و الشنابرة والحرث و العبادلة و آل عون وآل خيرات وآل بركات وآل جازان وآل فاخر و آل ابوعمرين و آل زيد و آل النعمي .

## وفاته
لم يزل متخفياً ومتغيباً إلى أن مات في أيام المتوكل. في يوم الأربعاء ليلة النصف من شهر رمضان سنة 247هـ.